# Gyneceum (botanika)

Schematická kresba květu se zvýrazněným gyneceem

Gyneceum (gynaeceum, z řeckého gyne = žena, oikos = dům) je soubor plodolistů v květu. Představuje samičí pohlavní orgán krytosemenných rostlin a skládá se z jednoho nebo více pestíků. Stavba gynecea je důležitým znakem v taxonomii rostlin. Na základě anatomie a morfologie se gyneceum dělí na několik hlavních typů. Nejzákladnější dělení rozlišuje gyneceum apokarpní a cenokarpní. U apokarpního gynecea se formuje každý pestík z jediného plodolistu. Jednotlivé pestíky spolu nesrůstají, jsou volné a spojené pouze květním lůžkem. V případě, že je pestík jen jeden, hovoříme o monomerickém gyneceu. U cenokarpního gynecea se pestík formuje částečným až úplným srůstem dvou a více plodolistů. Cenokarpní gyneceum se dále nahrubo dělí podle způsobu, jakým plodolisty srůstají, na gyneceum synkarpní, parakarpní a lyzikarpní. Se způsobem srůstu plodolistů pak souvisí i typ placentace.

## Umístění a podoba gynecea
V oboupohlavných květech bývá gyneceum situováno ve středu květu a je obklopeno souborem tyčinek (andreceem). Jedinou známou výjimkou z tohoto schématu v rostlinné říši je rod Lacandonia z čeledi Triuridaceae, u něhož se tyčinky nacházejí ve středu květu a jsou obklopeny volnými pestíčky apokarpního gynecea.
Gyneceum se skládá z jednoho nebo více pestíků. Pestík je tvořený spodní rozšířenou částí s vajíčky (semeník) a jednou nebo několika bliznami. U většiny rostlin je blizna (nebo soubor blizen) nesena čnělkou.
U mnohých rostlin s jednopohlavnými květy jsou v samčích květech přítomny pozůstatky gynecea jako relikt po původně oboupohlavném květu. Tato struktura se nazývá pistillodium a může mít podobu plně vyvinutého, avšak sterilního semeníku, nebo je do různé míry redukovaná až téměř neznatelná.

## Evoluční trendy vývoje gynecea
Ve vývojově nejpůvodnějším typu gynecea jsou volné pestíčky uspořádané do spirály. Takový typ apokarpního gynecea nacházíme v největší míře u nižších dvouděložných rostlin. V rámci dalšího vývoje krytosemenných rostlin docházelo k redukci počtu plodolistů. Hlavním směrem vývoje květu bylo uspořádání pestíčků do kruhu, které následně umožnilo jejich boční srůst. Tendenci ke srůstání plodolistů však nacházíme i v rámci nejpůvodnějších žijících dvouděložných rostlin (zejména šácholanovité, winterovité a láhevníkovité). Srůst plodolistů do jediného semeníku přináší evoluční výhodu, neboť vajíčka všech plodolistů mohou být oplodněna v rámci návštěvy jediného opylovače. Toto cenokarpní gyneceum nakonec v říši krytosemenných rostlin převládlo.

## Apokarpní gyneceum
Apokarpní (neboli chorikarpní) gyneceum je nejpůvodnější typ gynecea. Jedná se o soubor jednotlivých volných, vzájemně nesrostlých plodolistů, spojených pouze květním lůžkem. Za vývojově původnější je považován soubor s větším počtem volných plodolistů, uspořádaných do spirály. Tento typ nalezneme u řady rostlin ze skupiny nižších dvouděložných rostlin (ze známějších čeledí jsou to zejména šácholanovité, láhevníkovité, winterovité, kabombovité, klanopraškovité) a u bazálních větví vyšších dvouděložných rostlin (některé pryskyřníkovité).
Pokročilejší formou apokarpního gynecea je uspořádání plodolistů do kruhu. Tento typ nacházíme u dvouděložných i jednoděložných rostlin. Z nižších dvouděložných rostlin jej mají např. badyáníky, ale i vývojově nejstarší žijící krytosemenná rostlina, Amborella trichopoda. V rámci vyšších dvouděložných rostlin je typický např. pro čeledi pryskyřníkovité, růžovité, lomikamenovité, tlusticovité, líčidlovité a pivoňkovité. Z jednoděložných mají apokarpní gyneceum např. žabníkovité, rdestovité, šmel okoličnatý a šejdračka bahenní. V kruhu uspořádané plodolisty spolu často do různé míry bočně srůstají a tvoří tak již přechod k synkarpnímu gyneceu (typicky např. u pryskyřníkovitých). U některých vývojových linií rostlin došlo k redukci počtu plodolistů a pestík je tvořen jediným plodolistem. Takové gyneceum se nazývá monomerické. Nalezneme je u nižších dvouděložných (např. Degeneria vitiensis, vavřínovité, muškátovníkovité, žlutokvětovité), řady vyšších dvouděložných (bobovité, dřišťálovité, konopovité, hlošinovité, dále slivoně, růžkatec, stračka, samorostlík, zmarličník aj.) i u jednoděložných rostlin (okřehky, orobinec, posidonie aj.).
Ke srůstu plodolistů dochází u některých rostlin pouze v čnělkové části, zatímco semeníky zůstávají volné. Tento jev je znám u některých zástupců routovitých, lejnicových, toješťovitých aj. Výjimečně může být apokarpní gyneceum i spodní (např. některé růžovité, routovité a palmy). U některých rostlin je gyneceum zprvu apokarpní, v průběhu vývoje květu ale pestíčky srůstají a vytvářejí pseudosynkarpní gyneceum (např. leknínovité, černucha). Lze se setkat i s opačným případem, kdy se zprvu srostlé pestíčky v průběhu vývoje oddělují (bařičkovité).
Volné pestíčky většinou spočívají na vypouklém květním lůžku, v některých případech však je květní lůžko miskovité nebo i lahvicovité a pestíčky jsou zanořené v češuli (např. sazaníkovité).

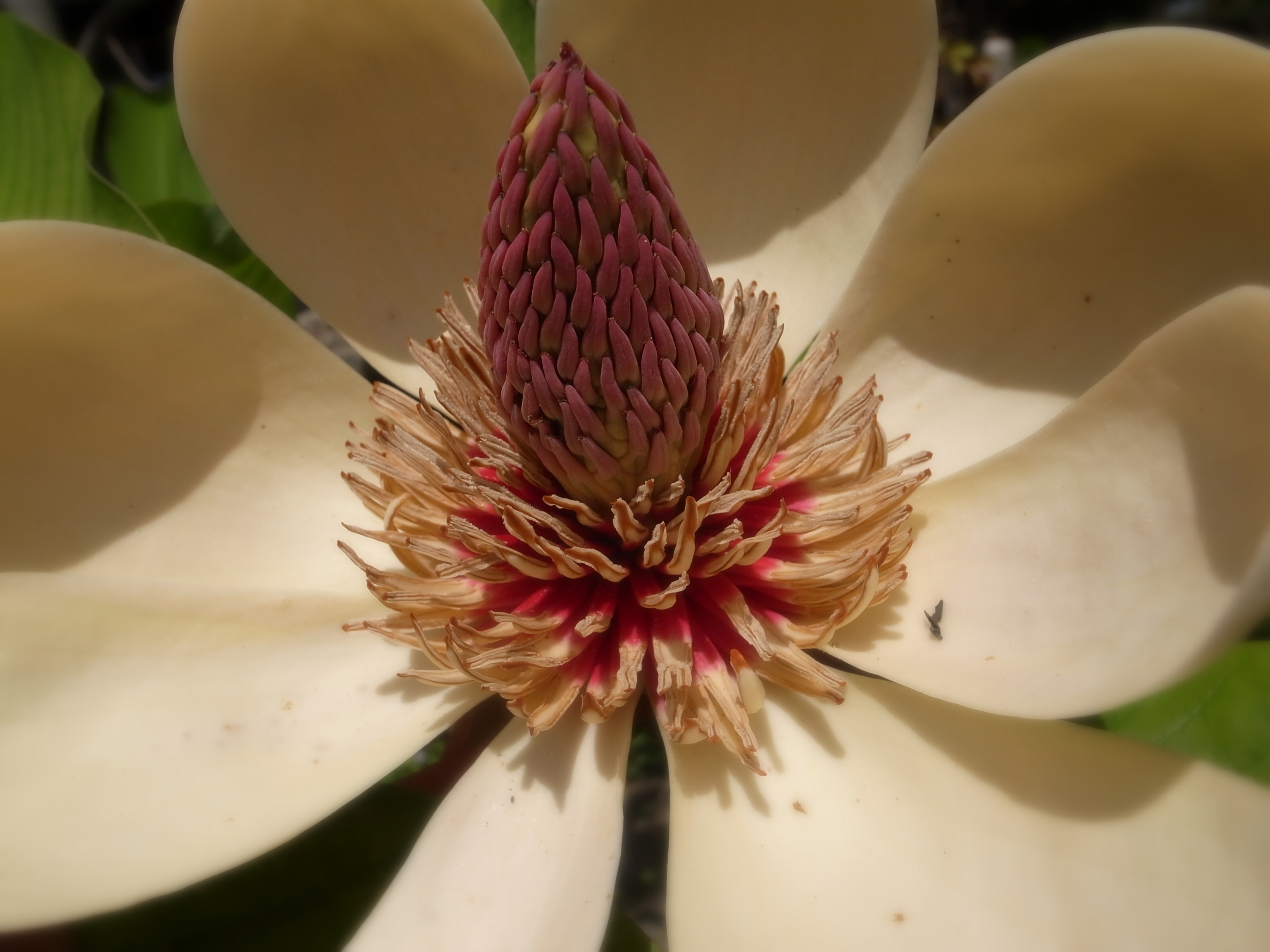
Detail středu květu šácholanu s plodolisty na kuželovitém květním lůžku
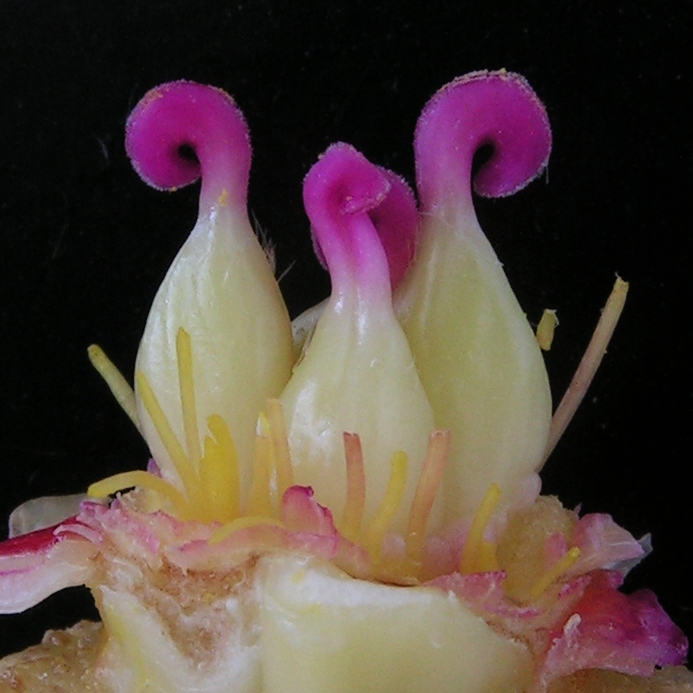
Apokarpní gyneceum pivoňky
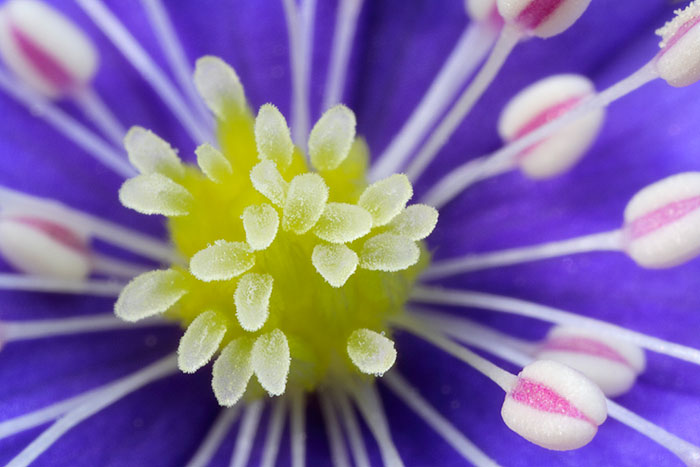
Apokarpní gyneceum jaterníku podléšky
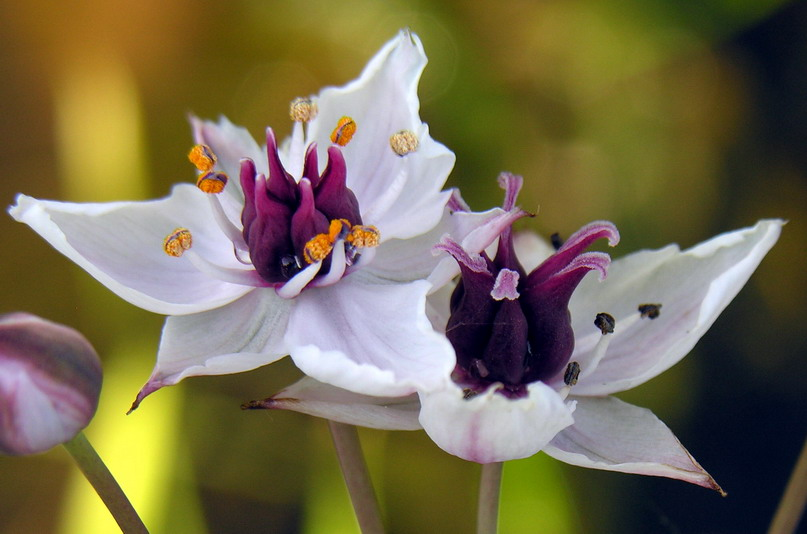
Květy šmelu okoličnatého
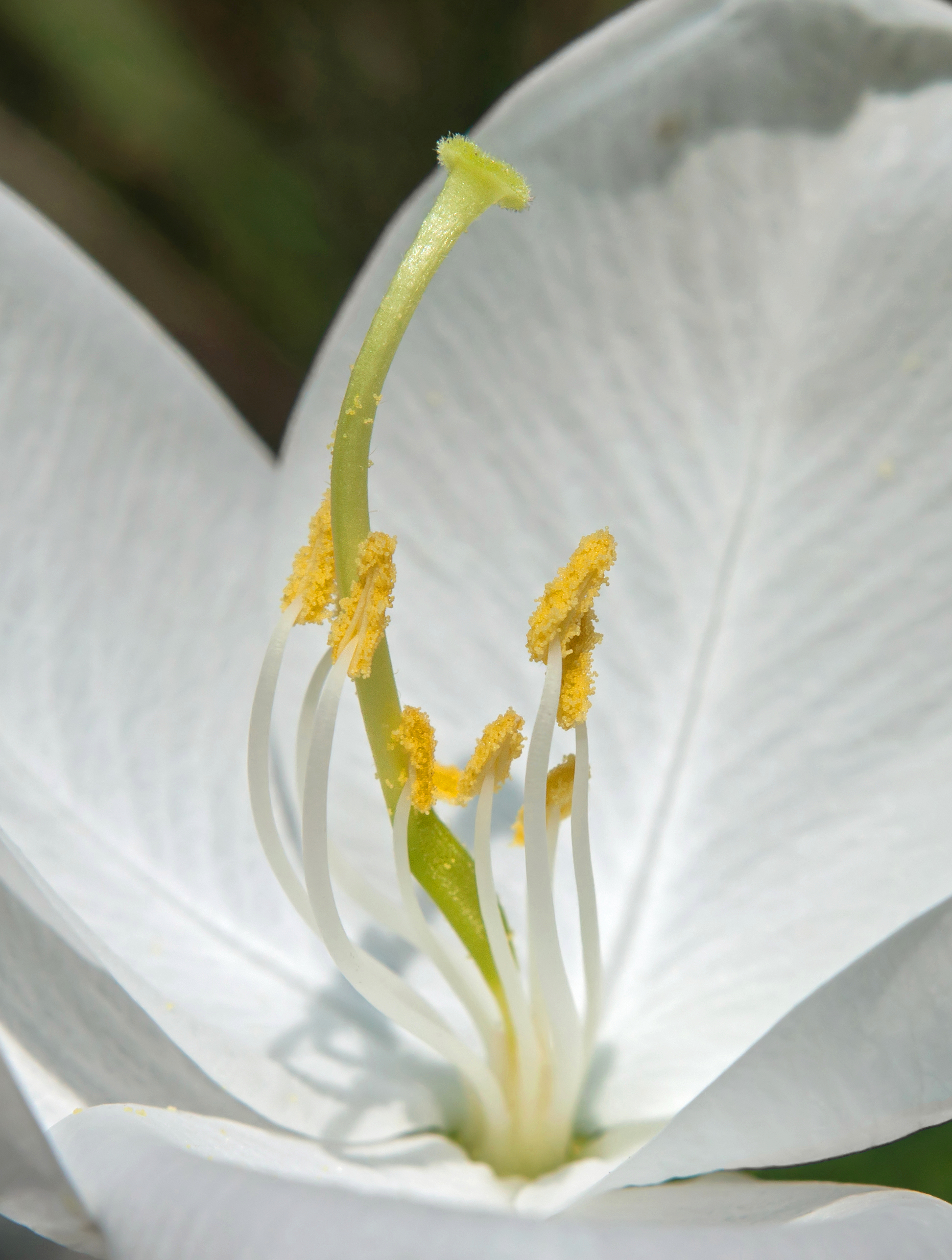
Monomerické gyneceum bauhínie (bobovité)

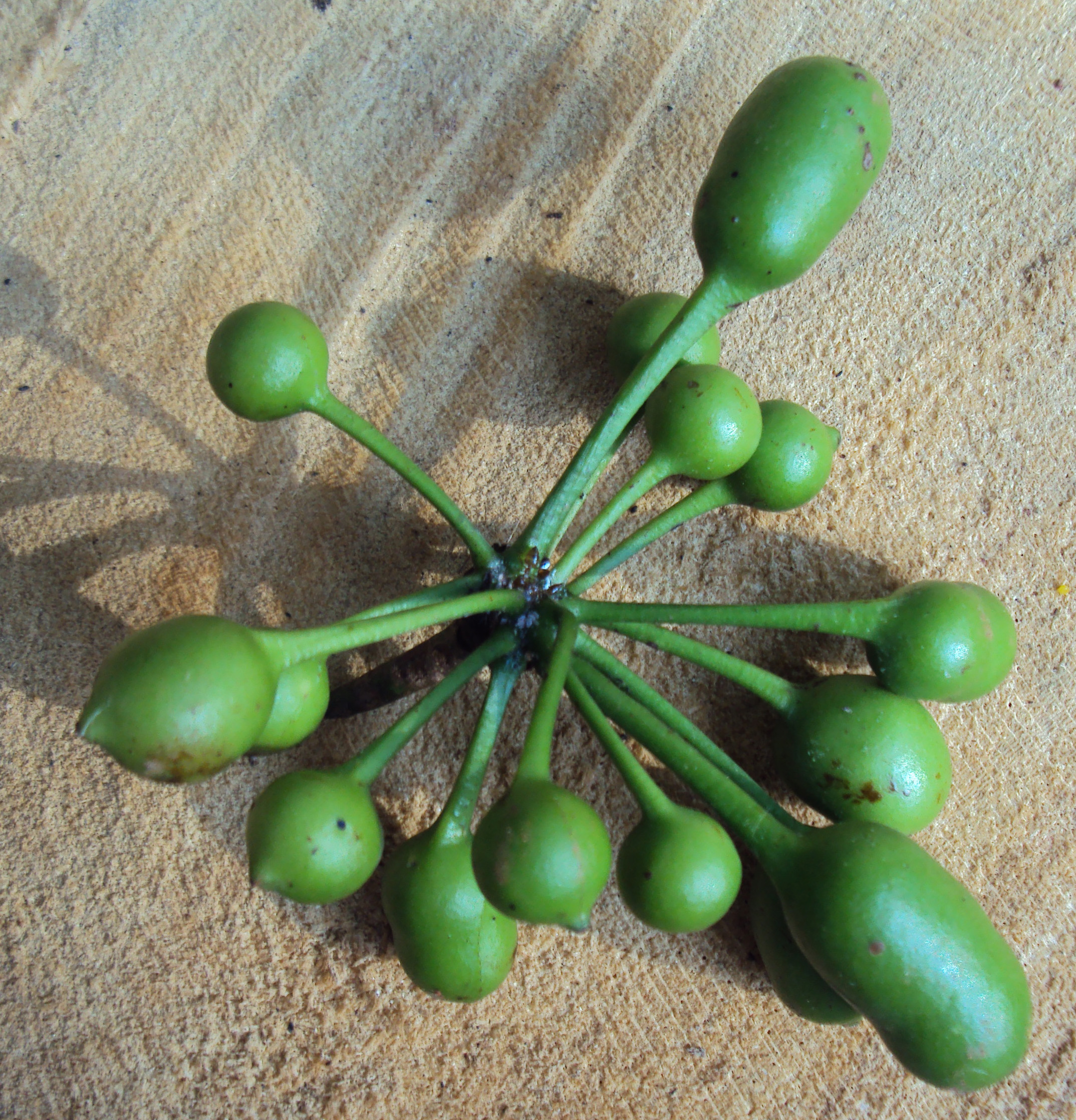
Souplodí vzniklé z apokarpního gynecea (Uvaria narum, láhevníkovité)

#### Plody vznikající z apokarpního gynecea
Z apokarpního gynecea vznikají buď jednotlivé plody, jedná-li se o monomerické gyneceum, nebo souplodí, což je soubor plodů vznikajících z volných pestíků jednoho květu. Tyto plody mohou být buď volné, nebo spolu do různé míry srostlé.
Mezi výhradně apokarpní plody náleží lusk a měchýřek, zatímco bobule, peckovice a nažky mohou být jak apokarpní, tak i synkarpní plody.

## Cenokarpní gyneceum
U cenokarpního gynecea jsou jednotlivé plodolisty na květním lůžku více či méně srostlé. Základní typ cenokarpního gynecea představuje synkarpní gyneceum, v němž každá komůrka semeníku představuje jeden plodolist. V rámci evoluce je podobně jako u apokarpního gynecea tendence k redukci počtu plodolistů i počtu vajíček. Srůst plodolistů cenokarpního gynecea se může týkat buď pouze semeníku, zatímco čnělky (či přisedlé blizny) zůstávají volné, anebo do různé míry srůstají i čnělky, případně i blizny. V případě úplného srůstu lze počet plodolistů většinou odhadnout podle počtu bliznových laloků. U některých skupin rostlin dochází v průběhu vývoje semeníku k redukci a zakrnění všech plodolistů s výjimkou jednoho. Takové gyneceum se nazývá pseudomonomerní a je charakteristické např. pro kopřivovité, kozlíkovité, vrabečnicovité aj.

Různé typy uspořádání gynecea (a = parakarpní, b = synkarpní, c = lyzikarpní)

Cenokarpní gyneceum je tradičně děleno na synkarpní, parakarpní a lyzikarpní. Toto dělení však není v současné botanice až tak zásadní a důraz je kladen na typ placentace. Někdy také bývá termín synkarpní používán jako synonymum termínu cenokarpní a označuje souhrnně všechny typy gynecea zformované srůstem plodolistů, zatímco typ s oddělenými plodolisty je označován jako eusynkarpní gyneceum (např. ).

### Synkarpní gyneceum
Synkarpní gyneceum je nejpůvodnější typ cenokarpního gynecea. Vyvinulo se v rámci evoluce nezávisle ve více vývojových liniích krytosemenných rostlin bočním srůstem původně volných pestíků apokarpního gynecea. Počet komůrek zpravidla odpovídá počtu plodolistů, může však docházet k tvorbě falešných přepážek a počet komůrek je pak vyšší (zpravidla dvojnásobný) oproti počtu plodolistů. Tento jev je charakteristický např. pro hluchavkovité. Vajíčka jsou v komůrkách synkarpního gynecea umístěna v místě srůstu plodolistů v blízkosti středové osy semeníku (nákoutní neboli axilární placentace). Synkarpní semeník může být srostlý buď zcela, nebo jen částečně (např. jen ve spodní části). Takové gyneceum se nazývá neúplně synkarpní (např. kýchavice, četné tlusticovité, kolostrom aralkovitý aj.).

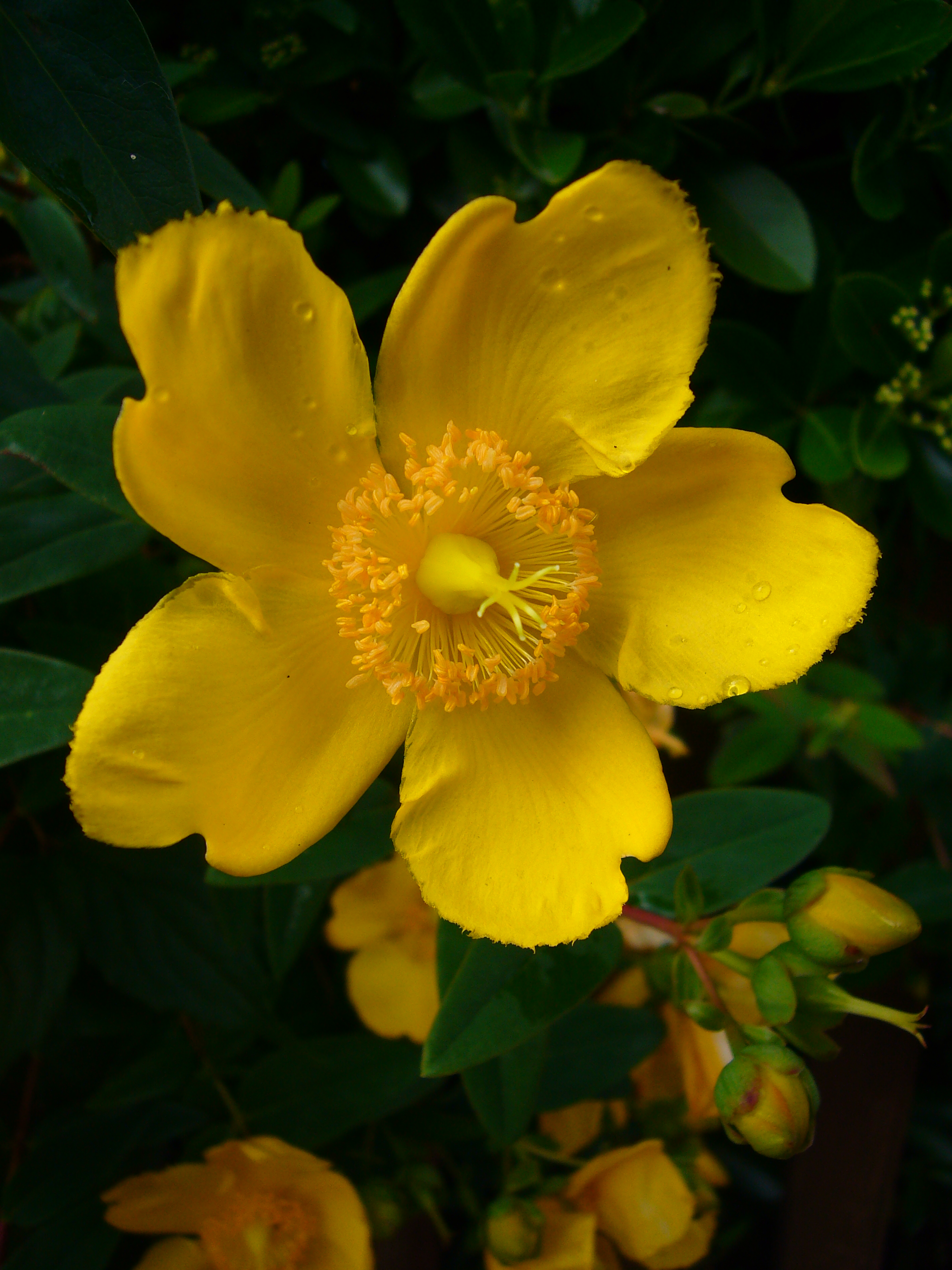
Synkarpní gyneceum třezalky
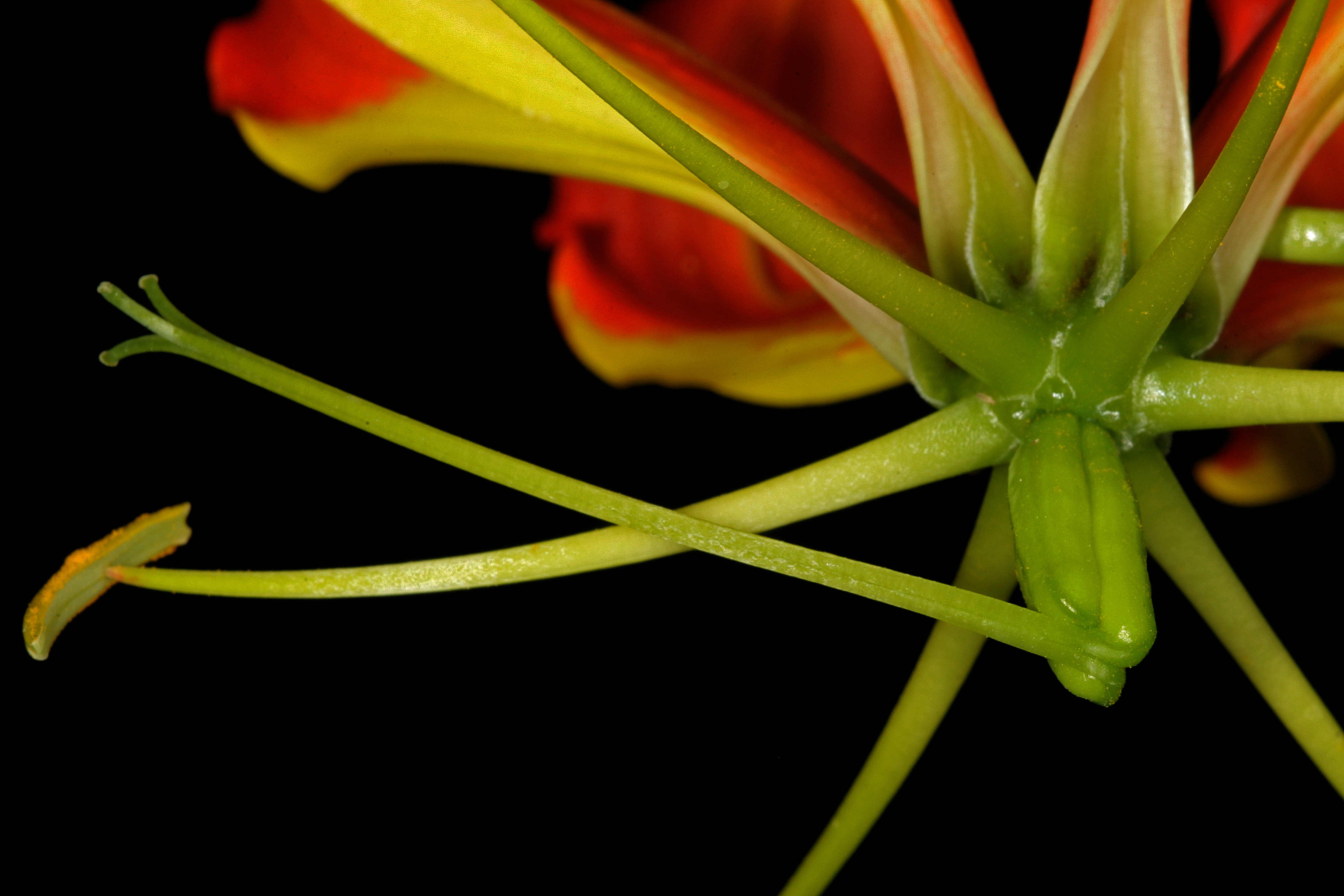
Synkarpní gyneceum gloriózy s bočně vyhnutou čnělkou
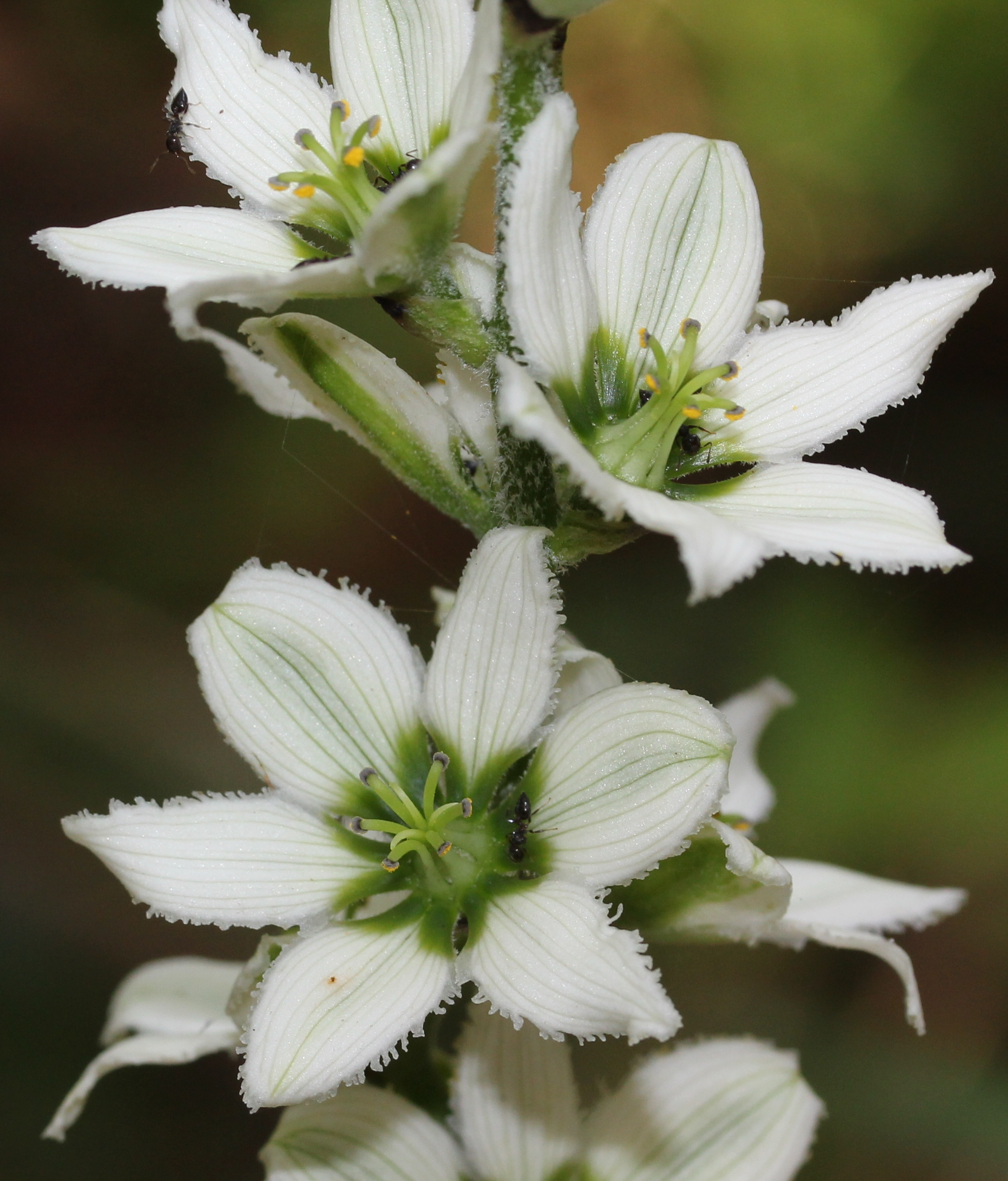
Neúplně synkarpní gyneceum kýchavice bílé

### Parakarpní gyneceum
Parakarpní gyneceum je nejrozšířenější typ gynecea a vyvinulo se v řadě linií dvouděložných i u některých jednoděložných rostlin. Vyznačuje se semeníkem s jedinou komůrkou a nástěnnou (parietální) placentací. Lze se s ním setkat již u nižších dvouděložných rostlin, konkrétně u čeledi kanelovité, rodu Takhtajania z čeledi winterovité a některých láhevníkovitých.
V rámci vyšších dvouděložných rostlin mají parakarpní gyneceum např. brukvovité, rafléziovité, luštěnicovité, kaparovité, některé pupalkovité, mastnoplodovité, violka, mák, kosmatec, třezalka a četné jiné), z jednoděložných např. voďankovité. Někdy může být gyneceum parakarpní jen částečně. Např. u tolije bahenní je semeník v horní části parakarpní a ve spodní synkarpní.
K vývoji parakarpního gynecea došlo částečným nebo úplným rozpuštěním přehrádek synkarpního gynecea, v některých vývojově původnějších liniích rostlin pravděpodobně i přímo z apokarpního gynecea spojením dosud nesrostlých okrajů konduplikátních plodolistů. Takový typ vývoje parakarpního gynecea je předpokládán např. u čeledi láhevníkovité.
V mnoha případech placenta parakarpního gynecea na vnitřním povrchu semeníku tloustne a narůstá do jeho vnitřního prostoru, přičemž se vytvářejí tzv. falešné přepážky a objevuje se pseudoaxilární placentace. Propojením falešných přehrádek se formují falešné komůrky. V takovém gyneceu pak neodpovídá počet komůrek v semeníku počtu plodolistů. To je charakteristické např. pro zvonkovité nebo brukvovité.

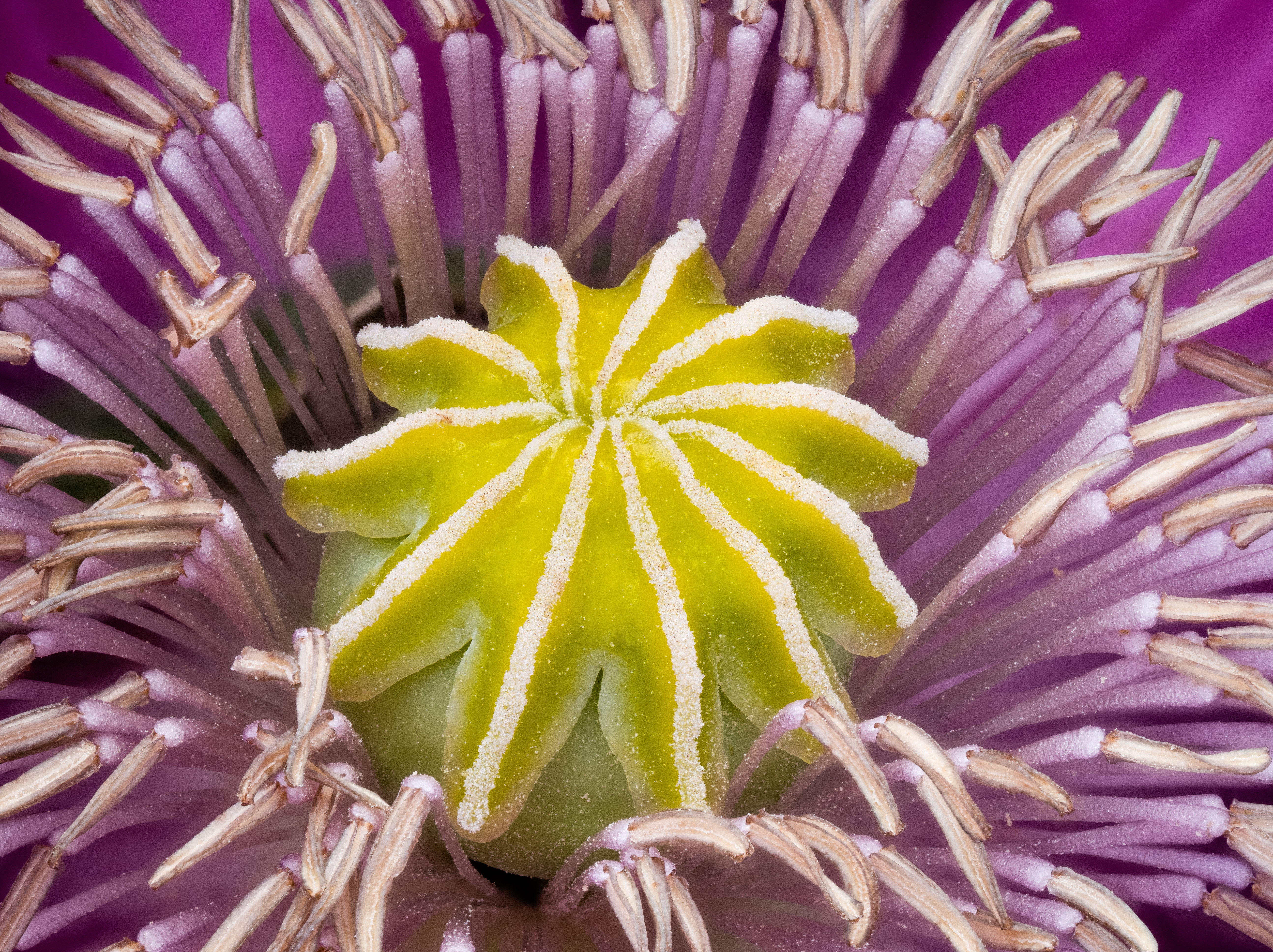
Parakarpní gyneceum máku

### Lyzikarpní gyneceum
Lyzikarpní gyneceum je podobně jako parakarpní bez primárních přehrádek, mechanismus jeho vzniku je však odlišný. Při jeho zformování došlo k rozpuštění přehrádek původně synkarpního semeníku a zachovaly se jen srostlé okraje plodolistů ve středové části semeníku, které zpravidla tvoří střední sloupek s vajíčky. Taková placentace se nazývá středová (centrální). K rozpuštění přehrádek došlo buď v dávné minulosti v rámci evoluce (např. prvosenkovité), nebo až v rámci vývinu semeníku (např. šruchovité a některé hvozdíkovité).
U řady zástupců hvozdíkovitých je semeník v horní části lyzikarpní, zatímco ve spodní části zůstávají zachovány přepážky synkarpního semeníku. U některých rostlin došlo i k rozpuštění středního sloupku a placenta s vajíčky je omezena na spodní část středu semeníku (spodinová neboli bazální placentace).

### Plody vznikající z cenokarpního gynecea
Mezi výhradně cenokarpní plody se řadí tobolka, šešule a šešulka, oříšek a obilka. Cenokarpní i apokarpní mohou být bobule, peckovice a nažka.

## Komplexní a speciální struktury
U některých rostlin je květní lůžko nesoucí gyneceum prodloužené a tvoří gynofor, představující jakousi stopku semeníku. Nalezneme jej např. u brukvovitých a některých hvozdíkovitých. Pokud tato struktura nese i tyčinky, nazývá se androgynofor (charakteristicky např. u mučenky). Někdy je stopkovitě zúžená báze samotného pestíku. Struktura se nazývá gynopodium a lze se s ní setkat např. u vrb a některých bobovitých.
U některých skupin rostlin gyneceum srůstá s dalšími květními částmi a vytváří tak komplexní struktury, z nichž některé mají i speciální názvy. Útvaru vzniklému srůstem gynecea a andrecea se obecně říká gynandrium. U orchidejí a podražců došlo ke srůstu gynecea a tyčinek do tzv. sloupku neboli gynostemia. U části toješťovitých (bývalá čeleď klejichovité) vzniká srůstem prašníků s rozšířenou bliznou struktura podobná pakorunce, která se nazývá gynostegium.

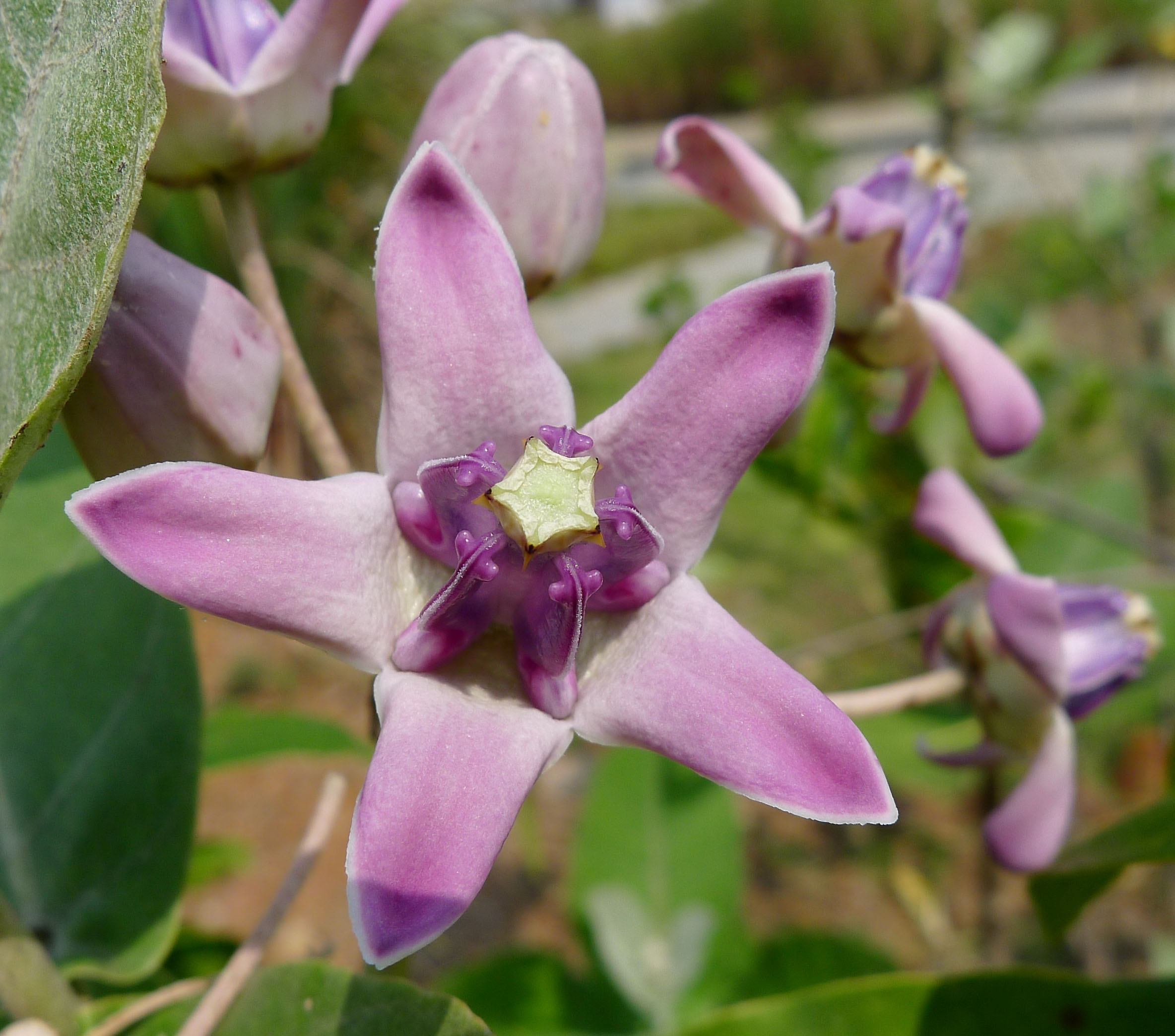
Květ kalotropis s gynostegiem
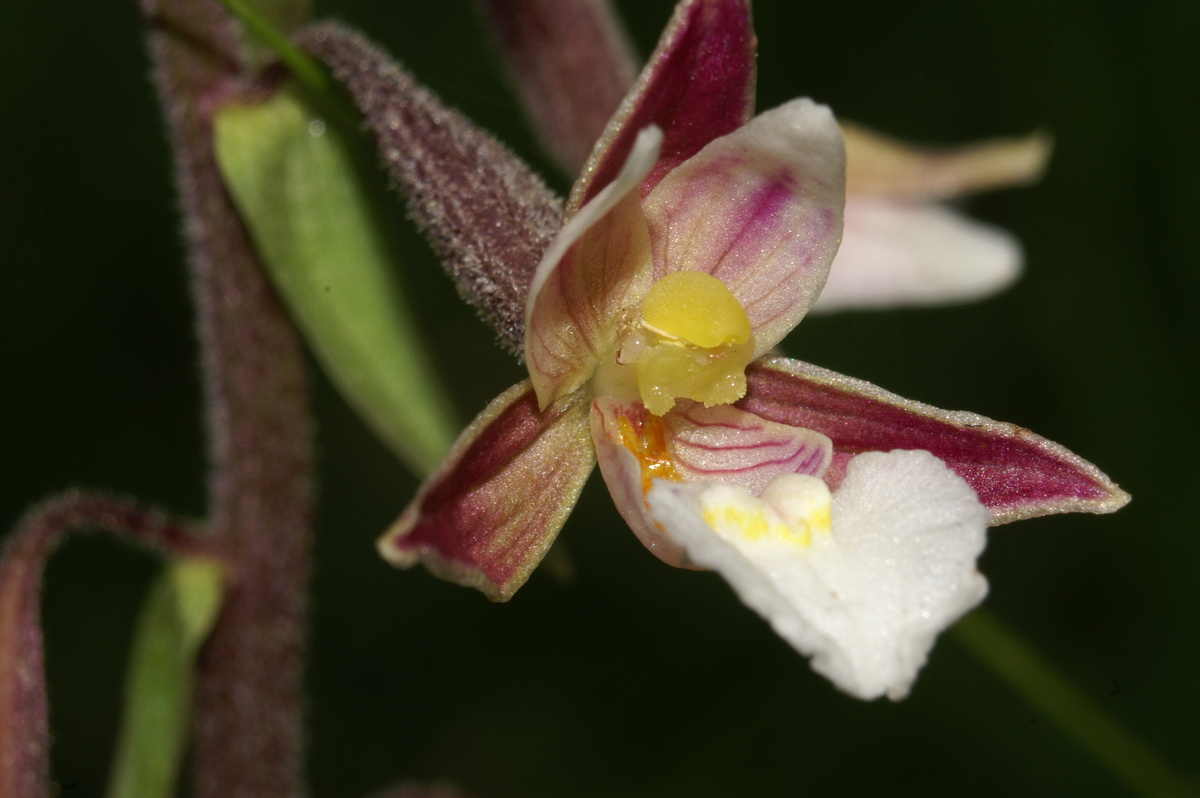
Květ kruštíku bahenního s dobře patrným sloupkem (gynostemiem)
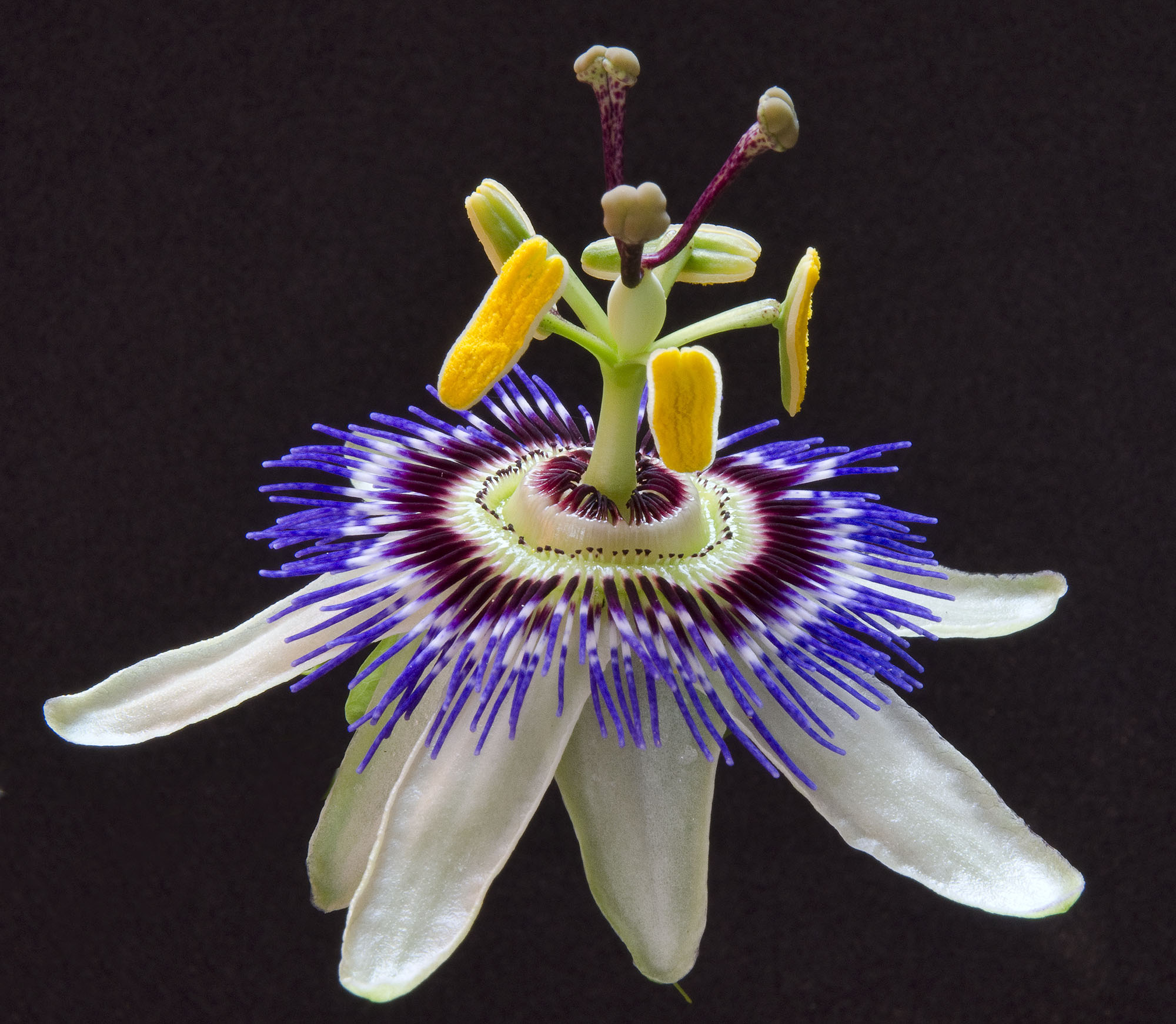
Květ mučenky s androgynoforem